# Lomatia arborescens
Lomatia arborescens är en tvåhjärtbladig växtart som beskrevs av L. Fraser & Vickery. Lomatia arborescens ingår i släktet Lomatia och familjen Proteaceae. Inga underarter finns listade i Catalogue of Life.